# Атлауа

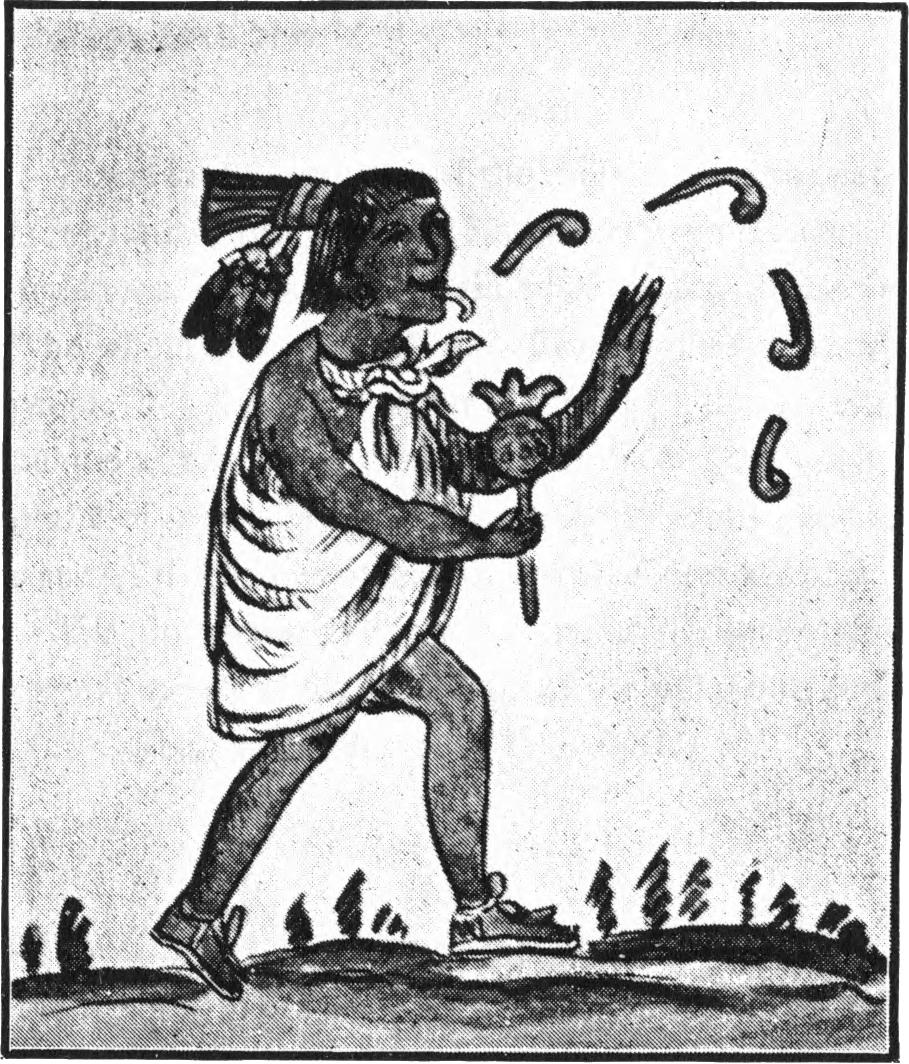
Атлауа на иллюстрации в Rig Veda Americanus (1890)

Атлауа (исп. Atlaua, Atlahua, Atlavâ) — ацтекский бог, владыка водных стихий. Являлся также покровителем рыбаков и лучников. Ассоциируется со стрелой (атлатль). Ацтеки обращались к нему в молитвах, когда происходили смертельные случаи, связанные с водой, в частности, когда Эрнаном Кортесом был разрушен Теночтитлан и в озере Тескоко плавали трупы. 
Исходное изображение данного бога появляется в книге «Things of New Spain by Fray Bernardino de Sahagún: The Florentine Codex. Book II: The Ceremonies».